# Беати (Новара)
Беати је насеље у Италији у округу Новара, региону Пијемонт.
Према процени из 2011. у насељу је живело 100 становника. Насеље се налази на надморској висини од 224 м.